# Киржеманское сельское поселение (Большеигнатовский район)
Киржеманское се́льское поселе́ние — муниципальное образование в Большеигнатовском районе Мордовии Российской Федерации.
Административный центр — село Киржеманы.

## История
Статус и границы сельского поселения установлены Законом Республики Мордовия от 1 декабря 2004 года № 96-З «Об установлении границ муниципальных образований Большеигнатовского муниципального района, Большеигнатовского муниципального района и наделении их статусом сельского поселения и муниципального района».
Законом от 24 апреля 2019 года, в Киржеманское сельское поселение (сельсовет) были включены все населённые пункты двух упразднённых сельских поселений (сельсоветов): Горского и Новобаевского.

## Население
| 2002 | 2010 | 2012 | 2013  | 2014  | 2015 | 2016 |
| ---- | ---- | ---- | ----- | ----- | ---- | ---- |
| 703  | ↘599 | ↘567 | ↘564  | ↘550  | ↘540 | ↘513 |
| 2017 | 2018 | 2019 | 2020  | 2021  |      |      |
| ↘507 | ↘500 | ↘492 | ↗1085 | ↘1076 |      |      |

## Состав сельского поселения
| №  | Населённый пункт | Тип населённого пункта | Население |
| -- | ---------------- | ---------------------- | --------- |
| 1  | Киржеманы        | село                   | ↘429      |
| 2  | Красная Нива     | деревня                | ↘170      |
| 3  | Горки            | село                   | ↘310      |
| 4  | Хухорево         | село                   | ↘202      |
| 5  | Ежовка           | посёлок                | ↘7        |
| 6  | Любимовка        | посёлок                | ↘29       |
| 7  | Надеждинский     | посёлок                | ↘31       |
| 8  | Новая Сосновка   | посёлок                | ↘7        |
| 9  | Новое Баево      | село                   | ↗236      |
| 10 | Тюрька           | деревня                | ↘8        |